# Viva (canal de televisão israelense)
Viva (em hebraico:  ויוה) é um canal de televisão por assinatura israelense, com programação inteiramente voltada a exibição de telenovelas estrangeiras legendadas em hebraico. Inaugurado em 
25 de abril de 2000, pertence à Dori Media, empresa de Dori Media Group. Viva está classificada entre os quatro canais de entretenimento mais populares da televisão a cabo em Israel, segundo o sistema de medição de audiência da HOT Telecom. O canal também disponibiliza sua programação no Viva Walla, um serviço de vídeo sob demanda gratuito.